# Wer stirbt schon gerne unter Palmen
Pour plus de détails, voir Fiche technique et Distribution.
Wer stirbt schon gerne unter Palmen (en français, Mourir sous les palmes) est un film allemand réalisé par Alfred Vohrer sorti en 1974.
Il s'agit de l'adaptation du roman de Heinz Günter Konsalik paru en 1973.

## Synopsis
À Ceylan, le riche propriétaire de plantation Pinaud est brutalement assassiné. Sa séduisante épouse allemande Anne est soupçonnée de l'acte et arrêtée par l'inspecteur Cerdan. Il doit l'emmener à Colombo. Mais l'avion en route est pris dans une violente tempête et s'écrase un peu plus tard. Anne Pinaud et Cerdan sont les seuls survivants et sont sur une île déserte. Là, ils rencontrent Werner Becker, qui a fait naufrage avec son yacht et s'est également échoué ici.
Alors que Cerdan continue de tenir Anne coupable du crime, Werner croit en son innocence. La tension entre les deux hommes ne tarde pas à monter et ils deviennent rivaux pour la faveur d'Anne. Dans un duel, Becker tue Cerdan. Les deux naufragés sont retrouvés. Anne est transférée à Ceylan. Ensuite, le véritable meurtrier du propriétaire de la plantation est finalement arrêté et Anne peut retourner dans les bras de Becker.

## Fiche technique
- Titre : Wer stirbt schon gerne unter Palmen
- Réalisation : Alfred Vohrer assisté d'Eva Ebner (de)
- Scénario : Werner P. Zibaso
- Musique : Hans-Martin Majewski
- Direction artistique : Niko Matul
- Costumes : Ina Stein
- Photographie : Charly Steinberger (de)
- Son : Chris Holenia
- Montage : Ingeborg Taschner
- Production : Hans Pflüger
- Société de production : TV13 Filmproduktion, Terra-Filmkunst
- Société de distribution : Constantin Film
- Pays d'origine :  Allemagne de l'Ouest
- Langue : allemand
- Format : Couleur - 2,35:1 - Mono - 35 mm
- Genre : Aventure
- Durée : 84 minutes
- Dates de sortie :
  -  Allemagne de l'Ouest : 11 septembre 1974.
  -  Finlande : 17 novembre 1977.

## Distribution
- Thomas Hunter : Werner Becker
- Maria Gudy : Anne Pinaud
- Glauco Onorato : Paul Cerdan
- Hannes Messemer : Jean-Pierre Pinaud
- Dieter Eppler : Jules Pinaud
- Sieghardt Rupp : Heller
- Monique Rohde : Lindy

## Production
Le film est réalisé entre le 27 avril et le 30 mai 1974 en collaboration avec Ceylon Tours, à Colombo au Sri Lanka et aux Maldives.
Contrairement au titre du roman, le titre du film n'a pas de point d'interrogation.